# Grom (sura)
Grom (arabsko Ar-Ra'd) je 13. sura (poglavje) v Koranu, ki jo sestavlja 43 ajatov (verzov). Je medinska sura.
Med opravljanjem molitve (salata oz. namaza) pri tej suri verniki opravijo 6 ruku'jev (priklonov).